# Albategnius (månkrater)

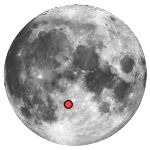
Kratern Albategnius läge på månen.

Albategnius  är en uråldrig nedslagskrater på månen som är lokaliserad till de centrala högländerna. Den är uppkallad efter den stora muslimska forskaren Muhammad ibn Jābir al-Harrānī al-Battānī. Den höga kraterranden är terrasserad. Den yttre kraterväggen är något format som en hexagon och har blivit svårt eroderad av nedslag, sänkor och ras. Den uppnår en höjd på över 4 000 meter längs med den nordöstra sidan. Kraterranden är trasig i sydväst av den lilla kratern Klein. 
På motsatt sida, till väster om kraterns mittpunkt, är Albategnius centrala höjdpunkt. Denna formation är döpt till Alpha (α) Albategnius. Den har en större utbredning i nord-sydlig riktning. Den sträcker ut sig strax under 20 kilometer och har en bredd som är cirka hälften. Dess högsta punkt når upp till en höjd av nära 1,5 kilometer och det är en liten, relativt ny, krater på toppen. 
Albategnius ligger till söder om kratern Hipparchus och till öst om kratrarna Ptolemaeus och Alphonsus. Ytan i detta område är markerat av en serie nästan parallella ärr som formar kanaler i en nära nog nord-sydlig linje, som dock svagt böjs av mot sydöst. 
Albategniuskratern tros vara tydligt utmarkerad i en skiss av Galileo Galilei i dennes bok Sidereus Nuncius som publicerades 1610. På skissen ligger den längs med terminatorn på månen.

## Satellitkratrar
På månkartor är dessa objekt genom konvention identifierade genom att placera ut bokstaven på den sida av kraterns mittpunkt som är närmast kratern Albategnius.
| Albategnius | Latitud | Longitud | Diameter |
| ----------- | ------- | -------- | -------- |
| A           | 8.9° S  | 3.2° E   | 7 km     |
| B           | 10.0° S | 4.0° E   | 20 km    |
| C           | 10.3° S | 3.7° E   | 6 km     |
| D           | 11.3° S | 7.1° E   | 9 km     |
| E           | 12.9° S | 6.4° E   | 14 km    |
| G           | 9.4° S  | 1.9° E   | 15 km    |
| H           | 9.7° S  | 5.2° E   | 11 km    |
| J           | 11.1° S | 6.2° E   | 7 km     |
| K           | 9.9° S  | 2.0° E   | 10 km    |
| L           | 12.1° S | 6.3° E   | 8 km     |
| M           | 8.9° S  | 4.2° E   | 9 km     |
| N           | 9.8° S  | 4.5° E   | 9 km     |
| O           | 13.2° S | 4.2° E   | 5 km     |
| P           | 12.9° S | 4.5° E   | 5 km     |
| S           | 13.3° S | 6.1° E   | 6 km     |
| T           | 12.6° S | 6.1° E   | 9 km     |